# Algerri

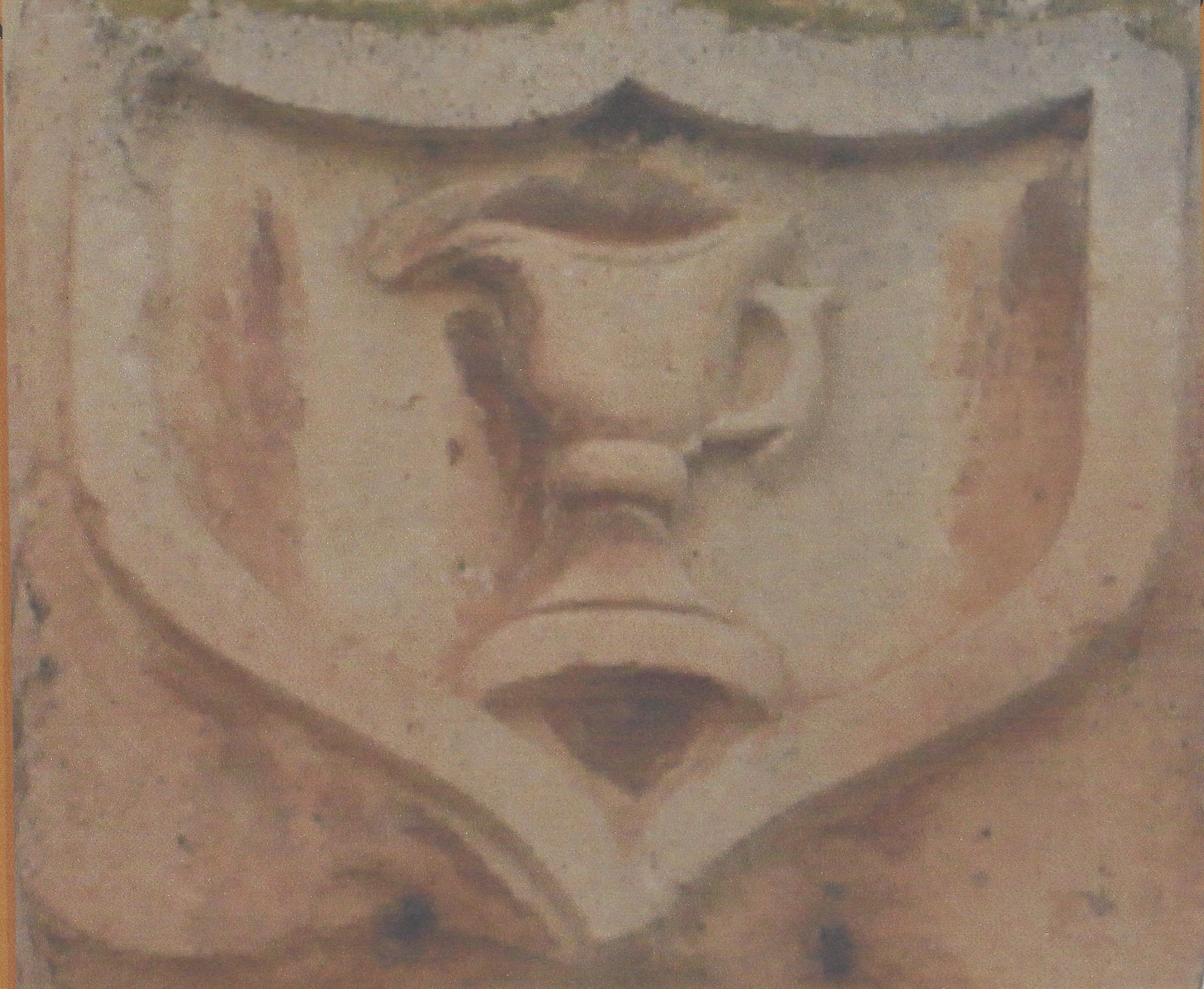
Escut d'armes del Comu d'Algerri any 1772

Algerri és una vila i municipi de la comarca de la Noguera, a Catalunya. Té aproximadament 386 habitants.
L'economia del poble es basa en la ramaderia i l'agricultura de secà, tot i que els terrenys del sud del poble han estat recentment transformats en zona de regadiu gràcies a l'aigua que hi arriba a través del canal Algerri-Balaguer.

## Història
Les primeres notícies del castell d'Algerri daten de 1105, quan escara no havia estat conquerit als musulmans. Aleshores, Pedro Ansúrez, tutor d'Ermengol VI d'Urgell, donà en alou als comtes de Barcelona, Ramon Berenguer III i Almodis, el castell d'Algerri per quan fos conquerit. El dit comte castellà, vers el 1109, convingué amb el rei d'Aragó i Pamplona, Alfons el Bataller, per la meitat de diversos castells encara en poder dels sarraïns, entre els quals es trobava el d'Algerri. Per bé que ha estat dit que el castell fou conquerit entre 1115 i 1116, hom creu que això no s'esdevingué fins que fou recuperat el formidable bastió de Castelló de Farfanya, el 1130; ambdós llocs reberen, posteriorment, cartes de poblament similars a les concedides a Gerb i a Balaguer. Encara que es reservà la senyoria, Ermengol VI donà el domini del castell d'Algerri a plançons de la casa vescomtal de Cabrera, el primer dels quals fou Ramon Berenguer d'Àger, que el 1158 el concedí a una de les seves filles.
La senyoria superior del castell pervingué posteriorment d'Ermengol VII a la seva filla Miracle, a través del segon marit de la qual, Ramon de Cervera, la susdita senyoria passà a la casa de Cervera. Mentrestant, l'església parroquial de Santa Maria d'Algerri pervingué (com era previst que es fes ja abans de la conquesta de l'indret) a l'abadia de Sant Pere d'Àger. En la liquidació del comtat d'Urgell per Ferran d'Antequera, aquest dona al cavaller aragonès Juan de Luna les quèsties, pesqueres i altres drets que tenia a Algerri. Tanmateix, per una altra font, hom sap que també donà quèsties i altres drets a Algerri a Ramon de Perellós. El 1541 la senyoria del castell d'Algerri era de Joan de Comallonga, funcionari reial, que fou creat i nomenat per Carles I de Castella, baró d'Algerri. Poc després, però, la senyoria d'Algerri fou adquirida per l'abat de Poblet, Pere Boquers (1546-64), amb el producte que obtingué de la venda de la granja de Cérvoles. Ja abans d'adquirir la senyoria d'Algerri, el monestir cistercenc hi posseïa alguns béns. La senyoria i la jurisdicció romangué en mans del monestir de Poblet fins a la desamortització de Mendizábal. Constituïa la baronia d'Algerri, que comprenia també, al segle xvii, els pobles d'Almenara, Penal i Llunel,
Algerri n'era el cap administratiu. El títol de barons d'Algerri fou rehabilitat en 1931 per la família Camps.
A la segona meitat del segle xvi el poble d'Algerri sofrí diverses epidèmies de pesta i el flagell de les bandositats. De l'agost a l'octubre del 1589 actuava per la Noguera i el Segrià una quadrilla de nyerros que s'havia refugiat al castell d'Algerri. Era dirigida per Baltasar de Claramunt, fill del que havia estat veguer de Lleida, després destituït. Un altre era Nicolau Melgar d'Algerri, d'origen aragonès. Ambdós pertanyien a la confraria de cavallers i gentilhomes de Lleida. El 1625, quan ja no hi havia lluites de bandositats, el municipi, que era constituït en règim de paeria, demanà un préstec a l'administració pobletana. Durant la Guerra dels Segadors, els planells propers a Algerri i els pobles veïns foren testimoni de les victòries del mariscal de La Mothe Houdancourt contra les tropes de Felip IV de Castella, mentre que la població d'Algerri i els llocs propers foren destruïts i restaren gairebé despoblats. La guerra del Francès i les carlinades acabaren de consumar la ruïna del seu antic castell.
En el seu terme municipal hi ha inclòs el nucli, actualment despoblat, de La Figuera.

## Geografia
- Llista de topònims d'Algerri (Orografia: muntanyes, serres, collades, indrets..; hidrografia: rius, fonts...; edificis: cases, masies, esglésies, etc).

## Demografia
| 1497 f | 1515 f | 1553 f | 1717 | 1787 | 1857  | 1877  | 1887  | 1900 | 1910 |
| ------ | ------ | ------ | ---- | ---- | ----- | ----- | ----- | ---- | ---- |
| 49     | 43     | 55     | 192  | 618  | 1.279 | 1.188 | 1.148 | 994  | 985  |

| 1920  | 1930 | 1940 | 1950 | 1960 | 1970 | 1981 | 1990 | 1992 | 1994 |
| ----- | ---- | ---- | ---- | ---- | ---- | ---- | ---- | ---- | ---- |
| 1.068 | 928  | 940  | 902  | 747  | 666  | 639  | 572  | 562  | 562  |

| 1996 | 1998 | 2000 | 2002 | 2004 | 2006 | 2008 | 2010 | 2012 | 2014 |
| ---- | ---- | ---- | ---- | ---- | ---- | ---- | ---- | ---- | ---- |
| 522  | 518  | 521  | 510  | 495  | 467  | 473  | 462  | 438  | 423  |

| 2016 | 2018 | 2020 | 2022 | 2024 | 2026 | 2028 | 2030 | 2032 | 2034 |
| ---- | ---- | ---- | ---- | ---- | ---- | ---- | ---- | ---- | ---- |
| 423  | 399  | 404  | 422  | 424  | -    | -    | -    | -    | -    |

## Personatges il·lustres
- Ramon Roca Puig, papiròleg fill predilecte d'Algerri
- Francesc Xavier Fontova, fundador Ciudad de los Muchachos de Alicante
- Pau Sabate Lliró, "El Tero" sindicalista